# Chloropoea hemixantha
Chloropoea hemixantha är en fjärilsart som beskrevs av Carpenter 1949. Chloropoea hemixantha ingår i släktet Chloropoea och familjen praktfjärilar. Inga underarter finns listade i Catalogue of Life.